# Jan Aleksander Krasiński
Jan Aleksander Krasiński herbu Ślepowron (ur. w 1756 roku – zm. 1 marca 1790 roku w Warszawie) – rotmistrz chorągwi 7 Brygady Kawalerii Narodowej w latach 1782–1790, starosta opinogórski, poseł na Sejm Czteroletni z województwa podolskiego w 1789 roku.
Był synem Michała Hieronima. Zawarł związek małżeński z Antoniną Anną Czacką (zm. 1834) córką Feliksa Czackiego z którą miał jedynego syna Wincentego. Był właścicielem Opinogóry. W 1784 został kawalerem Orderu Świętego Stanisława.
Dziadek polskiego wieszcza narodowego, Zygmunta Krasińskiego.